# Campionati mondiali completi di pattinaggio di velocità 2019
I Campionati mondiali completi di pattinaggio di velocità 2019 sono stati la 112ª edizione della manifestazione. Si sono svolti all'Olympic Oval di Calgary, in Canada, dal 2 al 3 marzo 2019.

## Medagliere
| Pos.   | Nazione     | Oro | Argento | Bronzo | Totale |
| ------ | ----------- | --- | ------- | ------ | ------ |
| 1      | Paesi Bassi | 1   | 0       | 2      | 3      |
| 2      | Rep. Ceca   | 1   | 0       | 0      | 1      |
| 3      | Giappone    | 0   | 1       | 0      | 1      |
| 3      | Norvegia    | 0   | 1       | 0      | 1      |
| Totale | Totale      | 2   | 2       | 2      | 6      |

## Podi
| Eventi             | Oro               | Prestazione | Argento               | Prestazione | Bronzo             | Prestazione |
| Maschile dettagli  | Patrick Roest     | 145.561     | Sverre Lunde Pedersen | 146.075     | Sven Kramer        | 146.962     |
| Femminile dettagli | Martina Sáblíková | 156.306     | Miho Takagi           | 156.878     | Antoinette de Jong | 157.840     |